# Adramelech
Adramelech ili Adramelek (hebr. אַדְרַמֶּלֶךְ), drevno semitsko božanstvo, u kasnijoj judeokršćanskoj tradiciji demon i jedan od poglavica u paklu. Njegovo ime i porijeklo je nepoznato, ali postoje tumačenja da se isprva radilo o asirskom božanstvu Sunca iz samarijskog grada Sepharvaima kojemu su žrtvovana djeca na način da su bacana u vatreni oganj.
Prema demonologiji, Adramelech je glavni kancelar demona, a Dictionnaire Infernal J. A. S. Collina de Plancyja (1793. – 1881.) predstavlja ga stjuarda odjeće za demone i kao predsjednika vijeća demona. Djeluje pod zapovjedništvom Samaela. Opisuje ga se kao prikazu s ljudskim torzom, glavom mazge, repom pauna i udovima mazge ili pauna.